# Campionati italiani estivi di nuoto 1898
I I Campionati italiani di nuoto si sono svolti ad Anguillara Sabazia il 14 agosto 1898. È stata disputata una sola gara, quella del Miglio marino. Vinse Arturo Saltarini della Nettuno Milano, avanti a Gaetano Crucianelli della r.n. sabatia, Eugenio Pericoli della Società Romana di nuoto, 4° Pizzigrilli, 5° Palombini, 6° Cozzi della r.n. di Milano.

## Podi
| Evento | Oro              | Tempo  | Argento             | Tempo  | Bronzo           | Tempo  |
|        |                  |        |                     |        |                  |        |
| miglio | Arturo Saltarini | 47'17" | Gaetano Crucianelli | 47'57" | Eugenio Pericoli | 53'00" |